# Astropecten debilis
Astropecten debilis is een kamster uit de familie Astropectinidae.
De wetenschappelijke naam van de soort werd in 1910 gepubliceerd door René Koehler.